# Wizygoci
     Anglowie, Sasi, Jutowie (Anglosasi)
     Frankowie
     Goci
     Wizygoci
     Ostrogoci
     Hunowie
     Wandalowie

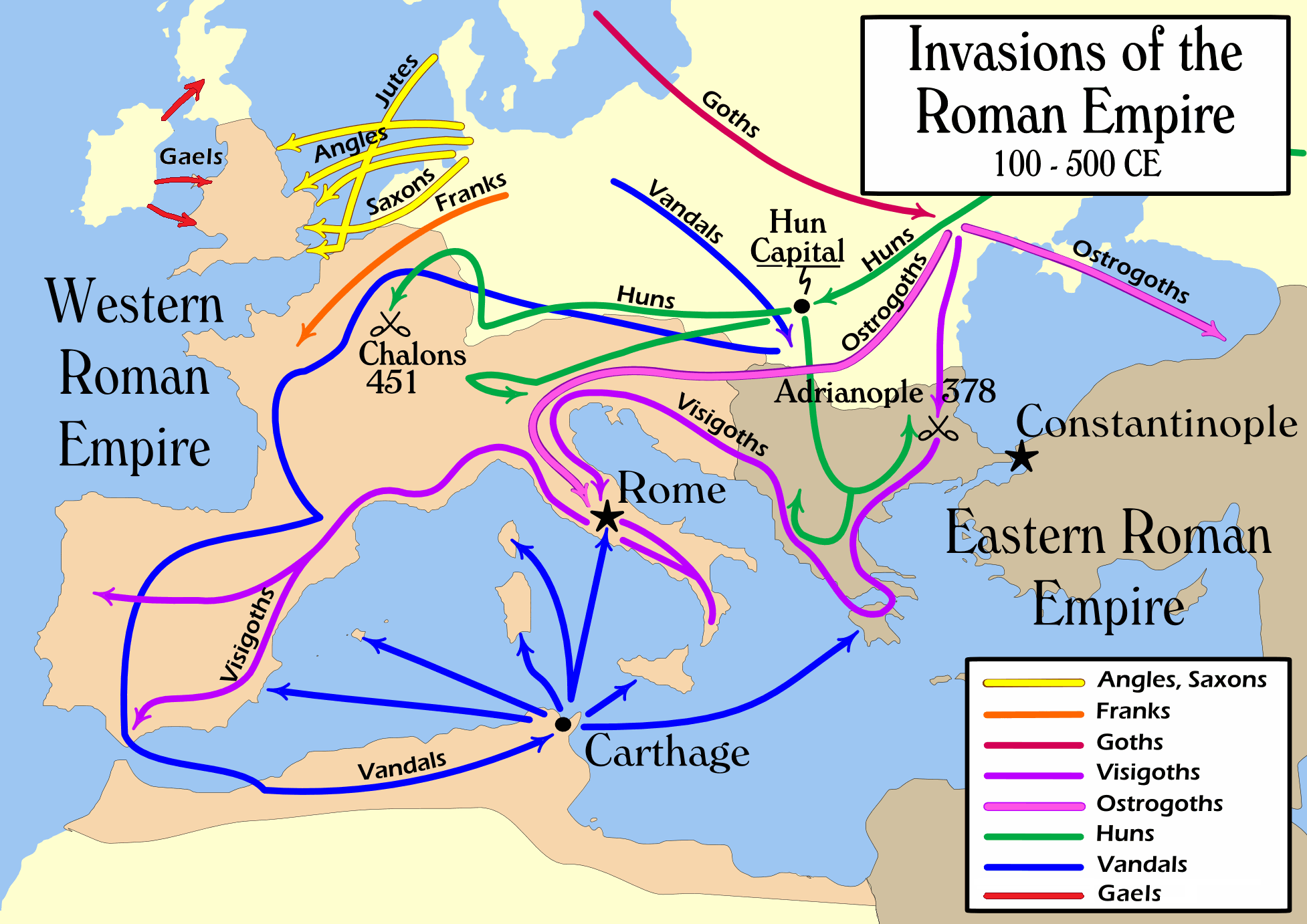
Uproszczona mapa najazdów barbarzyńców na teren cesarstwa rzymskiego
----
Anglowie, Sasi, Jutowie (Anglosasi)
Frankowie
Goci
Wizygoci
Ostrogoci
Hunowie
Wandalowie

Wizygoci, Goci zachodni lub Terwingowie, dosł: „leśni ludzie”, „mieszkańcy lasu” (łac. Visigothi) – lud germański, odłam Gotów. W IV wieku przyjęli arianizm (dzięki Biblii przetłumaczonej przez Wulfilę na język gocki).

## Wczesne dzieje
Pierwsze przekazy traktujące Wizygotów jako osobny lud odwołują się do roku 268, w którym najechali oni cesarstwo rzymskie i opanowali Półwysep Bałkański. Zdobyli prowincje Pannonia i Iliria, a nawet zagrozili samej Italii. Zostali jednak pokonani latem tego samego roku w bitwie w rejonie dzisiejszej granicy włosko-słoweńskiej oraz w bitwie pod Niszem, dwa miesiące później.
W ciągu następnych trzech lat zostali wyparci za Dunaj w ramach kampanii wojskowych imperatorów Klaudiusza II Gockiego i Aureliana. Utrzymali jednak Dację, którą Aurelian ewakuował w 271.
Wizygoci osiedlili się w Dacji oraz przyjęli arianizm, który zakładał, że Jezus nie jest Bogiem w jedności z boskimi Osobami Ojca i Ducha Świętego, tylko osobnym bytem stworzonym przez Boga, największym stworzeniem. Przeczyło to głównym naukom chrześcijaństwa. Iberyjscy Wizygoci wyznawali arianizm do 586, kiedy król Rekkared I przyjął chrześcijaństwo w obrządku łacińskim.
Pozostali w Dacji do 376, kiedy jeden z ich wodzów, Fritigern, poprosił rzymskiego cesarza Walensa o pozwolenie na przeniesienie się na południowy brzeg Dunaju. Mieli nadzieję schronić się tam przed Hunami, którzy nękali ich w Dacji. Bez rzymskiej pomocy nie byli jednak w stanie przeprawić się przez szeroką rzekę. Walens, któremu chodziło głównie o powiększenie liczby swoich wojsk, pomógł Wizygotom w zasiedlaniu nowych terenów, obiecał ziemię uprawną, racje zboża i ochronę armii. Fritigern w zamian zobowiązał się do zasilania armii rzymskiej wizygockimi wojownikami.

## Wojna z Walensem

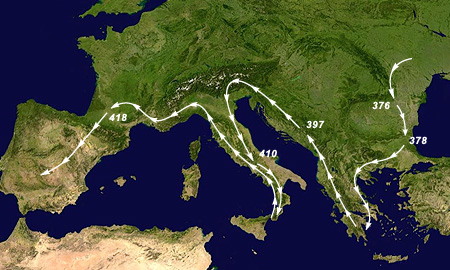
Migracja Wizygotów

Selekcja Gotów podczas przekraczania Dunaju była okrutna – na pastwę Hunów zostawiono słabych, starych i schorowanych. Ci, którzy przekroczyli rzekę, mieli mieć skonfiskowaną broń, jednak urzędnicy rzymscy zostali przekupieni i broń została w rękach Wizygotów.
Już rok później południowy brzeg Dunaju został dotknięty niewyobrażalnym głodem, a Rzym nie zapewnił Wizygotom ani obiecanych ziem, ani pożywienia – Goci zgromadzeni zostali na terenach tymczasowego przesiedlenia. Zboża wystarczyło tylko dla rzymskiego garnizonu, więc Wizygoci zmuszeni byli głodować. Zaproponowano im jednak ponurą alternatywę – handlowanie dziećmi za psie mięso. Kiedy Fritigern poprosił Walensa o pomoc, ten odpowiedział mu, że jego ludzie mogliby znaleźć pożywienie i handlować w odległym Marcjanopola. Nie mając innego wyboru, Wizygoci odbyli długi marsz śmierci przez Bałkany, grzebiąc chorych i starych po drodze. Kiedy w końcu dotarli do Marcjanopola, garnizon miejski odmówił im wstępu.
Zdesperowani Wizygoci zdecydowali się na bunt. Zaczęli łupić rzymskie miasta i niszczyć garnizony. Walens, który właśnie wrócił z wojny z Persją, natknął się na wojska Wizygotów pod Adrianopolem. 9 sierpnia 378 rozpoczęła się bitwa. Kierując się fałszywymi przesłankami, Walens nie miał pojęcia o prawdziwej liczebności Wizygotów. Germanie, wykorzystując sierpniowe upały, podpalili pole walki i otoczyli rzymską piechotę, dokonując na niej prawdziwej masakry. W trakcie bitwy zginął sam cesarz.

## Wojna Alaryka I
Nowy cesarz, Teodozjusz I, zawarł pokój z Fritigernem w 379 r. Pozostał on nienaruszony aż do śmierci Teodozjusza w 395 roku. Wtedy to tron wizygocki przejął sławny Alaryk I, a po Teodozjuszu dziedziczyli Arkadiusz na wschodzie i Honoriusz na zachodzie.
Przez piętnaście następnych lat niewielkie konflikty były przeplatane momentami niestabilnego pokoju. W końcu, kiedy rzymskie legiony zmasakrowały rodziny trzydziestu tysięcy barbarzyńców służących w rzymskiej armii, Alaryk wypowiedział Rzymowi wojnę i ruszył z armią na Italię. Dwukrotnie bezskutecznie próbował zdobyć Rzym, aż w końcu za trzecim razem, 24 sierpnia 410 r., Wizygoci wdarli się do miasta. Pomimo że Rzym nie był już wtedy oficjalną stolicą imperium, jego upadek poważnie zachwiał cesarstwem.
Według historyka Eunapiosa z Sardes Wizygoci jako chrześcijanie wyznania ariańskiego (przez Wulfilę) planowo niszczyli pogańskie miejsca kultu np. orfickie Eleusis w 395 r. n.e., a w tych działaniach czynnie brali udział chrześcijańscy mnisi zasilający szeregi wojsk wizygockich.

## Wizygoci w Akwitanii i Iberii

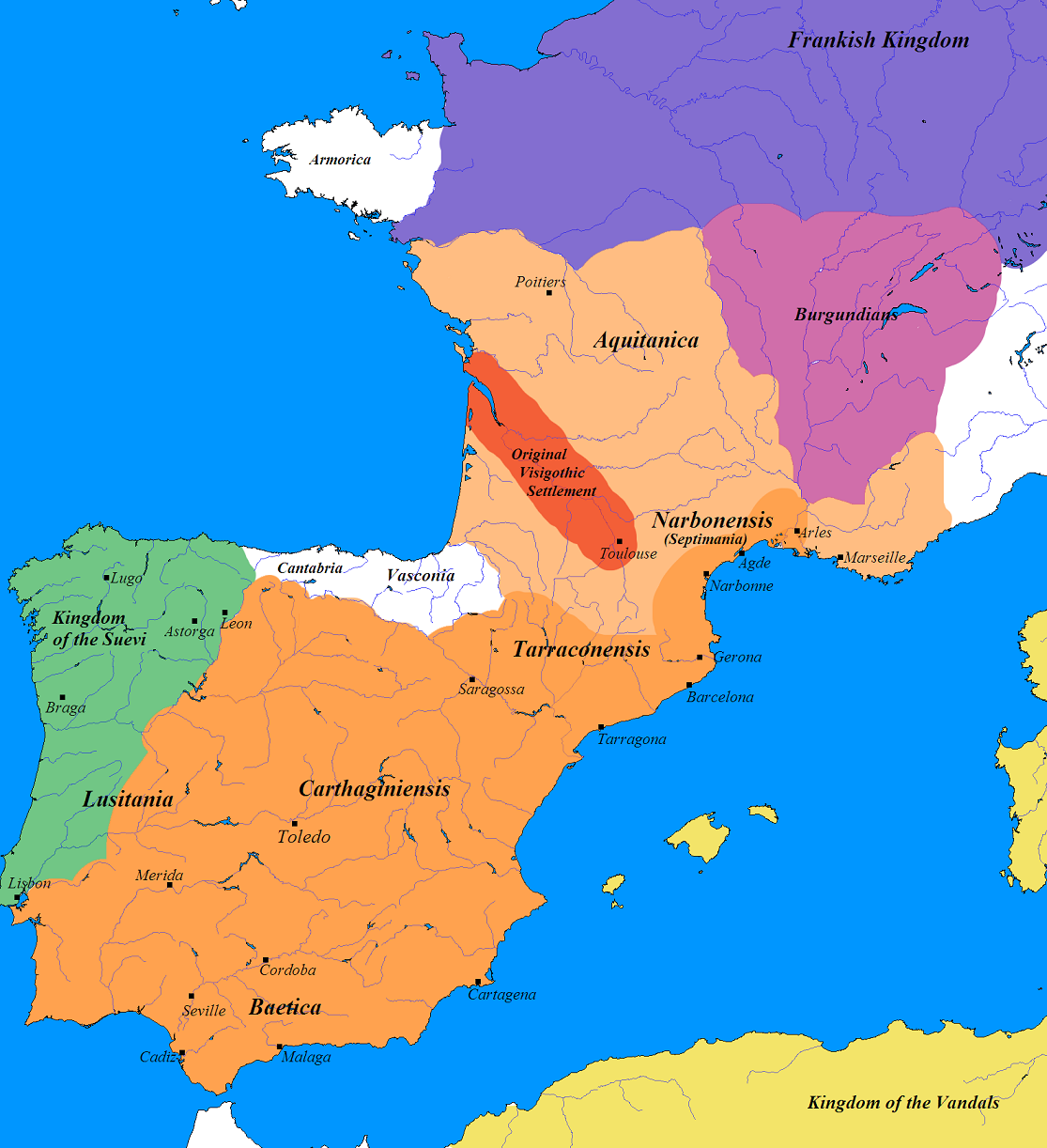
Królestwo Wizygotów około 500 r. (różne odcienie koloru pomarańczowego)

Po złupieniu Italii Wizygoci udali się do Galii. Jej zdobycie ułatwił im ruch bagaudów, Wizygoci założyli tam królestwo ze stolicą w Tuluzie. Poza południową Galią obejmowało ono również łańcuch Pirenejów i znaczną część Półwyspu Pirenejskiego. Po klęsce zadanej im przez króla Franków, Chlodwiga w 507 pod Vouillé, wycofali się z Akwitanii (z wyjątkiem pd.-zach. skrawka, tzw. Septymanii), zatrzymując tereny hiszpańskie (w czym pomógł im Teodoryk, król Ostrogotów). Oddzieleni od Franków Pirenejami, nie musieli się ich obawiać, tym bardziej że państwo Franków przeżywało okres rozbicia dzielnicowego. Zagrożeniem dla Wizygotów stało się natomiast cesarstwo wschodniorzymskie. Cesarz Justynian I Wielki usiłował przywrócić mu dawną świetność. Jego wojska, które w latach 30. VI wieku zniszczyły państwo Wandalów w Afryce Północnej, a potem państwo Ostrogotów w Italii, wylądowały na wschodnich wybrzeżach Półwyspu Iberyjskiego. Wizygotom udało się wyprzeć je dopiero w 625 roku. Po przyłączeniu państwa Swebów (585) Wizygoci zostali panami całego półwyspu z wyjątkiem niewielkiego, górzystego terytorium u wybrzeży Zatoki Biskajskiej, na którym żyli Baskowie.
Wielkim problemem wewnętrznym państwa Wizygotów było ułożenie stosunków z ludnością ibero-rzymską, która przeważała liczebnie i kulturowo nad Wizygotami. Germańscy władcy początkowo zrazili miejscową ludność, żądając od niej aż dwóch trzecich domostw i gruntów (Teodoryk zadowolił się w Italii jedną trzecią). Tak jak Ostrogoci dążyli jednak do usuwania różnic między starymi i nowymi mieszkańcami. I tak jak w przypadku państwa Teodoryka na przeszkodzie stanęły przede wszystkim względy religijne (ludność miejscowa była katolikami, a Wizygoci arianami). Także potencjalni wrogowie Wizygotów (cesarstwo wschodniorzymskie, Frankowie, a nawet Swebowie, z którymi często popadali w konflikty) byli katolikami. Rodziło to poważne zagrożenia.
Utrzymanie państwa w całości było w tych warunkach trudne, tym bardziej że poszczególne prowincje wykazywały tendencje separatystyczne.
Bardzo udane było dwudziestoletnie panowanie Leowigilda (566–586), który umocnił państwo. Władca ten dbał m.in. o zewnętrzny prestiż: nosił insygnia królewskie, koronował swego syna i następcę, Rekkareda, królewską koroną, bił monety z własnym wizerunkiem. Zmodyfikował i uporządkował prawo, zezwalając np. na małżeństwa mieszane (gocko-rzymskie). Zrównał wszystkich mieszkańców wobec prawa. Basków chciał nakłonić do osiadłego trybu życia, budując im miasto Victoriacum (dziś Olite w Nawarze).
Starszy syn Leowigilda, Hermenegild, ożenił się z księżniczką frankijską, Ingundą, i przeszedł na katolicyzm. Wtedy ojciec oddalił go od dworu. Syn zbuntował się i wszedł z ojcem w otwarty konflikt. Niektórzy historycy uważają, że Hermenegild najpierw odseparował się od ojca i założył niezależne państwo ze stolicą w Sewilli, a później zmienił wiarę.
Kiedy Hermenegild porozumiał się z cesarstwem wschodniorzymskim, ojciec wszczął przeciw niemu wojnę. Pokonany i skazany na wygnanie Hermenegild zginął w Tarragonie, pewnie nie bez wiedzy ojca. Żona z synami pozostała u wschodnich Rzymian. Te wypadki zmieniły króla. Najpierw rozpoczął prześladowania katolików, później wszelkimi sposobami, nawet naginając doktrynę arian, starał się ich przyciągnąć do swojej wiary.

## Konwersja na katolicyzm i walka z muzułmanami
Syn Leowigilda, Rekkared I (586–601), zdawał sobie sprawę, że bez katolicyzmu nie utrzyma państwa. Przeszedł więc na katolicyzm i potępił arianizm po soborze w Toledo w 589. Proces katolicyzacji kraju przebiegł bardzo szybko. Tylko miejscowi Żydzi trzymali się swojego wyznania, co naraziło ich na prześladowania. Ułatwiło to później Arabom podbój państwa Wizygotów, ponieważ Żydzi witali ich jak wyzwolicieli (muzułmanie stanowiący niewielką mniejszość w podbijanych krajach byli wówczas bardziej tolerancyjni wobec Żydów niż wizygoccy królowie).
Podbój ten rozpoczęła wyprawa rekonesansowa Tarika ibn Zijada (od jego imienia pochodzi nazwa Gibraltar – Dżebel Tarik, „Góra Tarika”). Latem 711 roku ruszyła wyprawa 7000 wojowników muzułmańskich, którzy 19 lipca pod Jerez de la Frontera (obecnie w prowincji Kadyks) rozgromili wojska Roderyka (zobacz Bitwa nad rzeką Guadalete). Państwo wizygockie przestało istnieć. Podbój na tym terenie trwał jeszcze kilka lat, lecz opór miał charakter wyłącznie lokalny. Na nieopanowanych przez muzułmanów terenach przez kilka lat (711–714?) panował król Agila II (jego imię przetrwało na monetach, brak zapisków w kronikach), a potem Ardo (praktycznie nic o nim nie wiadomo).
Podkreśla się, że biskupi katoliccy popierali władców wizygockich i ułatwiali wewnętrzne przemiany. Najsłynniejszy z nich to Izydor z Sewilli, autor wielu wybitnych dzieł.